# Chiesa ortodossa serba
La Chiesa оrtodossa serba (in serbo Српска православна црква?, Srpska pravoslavna crkva; СПЦ / SPC) è una delle giurisdizioni canoniche autocefale della Chiesa ortodossa: tra queste è la sesta per importanza dopo quelle di Costantinopoli, Alessandria, Antiochia, Gerusalemme e Mosca. Sotto la sua giurisdizione ricadono i fedeli che vivono in Serbia, Montenegro, Bosnia ed Erzegovina, Repubblica di Kosovo e Metochìa, Macedonia e Croazia. La Chiesa serba è organizzata gerarchicamente: al vertice (ma con un primato esclusivamente d'onore) c'è il Patriarca dei Serbi che è anche Arcivescovo di Peć e Metropolita di Belgrado e Karlovci. Accanto al Patriarca serbo ci sono gli Eparchi, ossia i Vescovi, che governano ciascuno una Diocesi (Eparchia, Епархијa).

## Origini
Nel VII secolo il territorio dei Balcani che apparteneva all'Impero bizantino fu meta della migrazione dei Serbi, un Popolo pagano proveniente dal Nord Europa. Il loro insediamento stabile risale al periodo di regno dell'Imperatore Giustiniano (527-565). Missionari cristiani giunsero presso le tribù serbe da Salonicco e Costantinopoli, ma anche dalle città costiere dell'Adriatico dove esistevano comunità cristiane pre-slave che erano state oggetto di invasioni e devastazioni da parte di tribù nomadi nel IV e V secolo.
Le fonti attestano battesimi di massa tra i Serbi già nel VII secolo, durante il regno dell'Imperatore Eraclio (610-641), ma la conversione definitiva iniziò quando Re dei Serbi era Mutimir (Мутимир) e Basilio il Macedone era Imperatore di Bisanzio (812-886).
 Mutmir, figlio di Vlastimir che aveva combattuto contro il dominio bizantino e contro l'influenza del Cristianesimo, decise di convertire se stesso e i sudditi per accrescere il proprio potere e la propria notorietà sia presso il Principe della Grande Moravia Rastislav che presso il Papa di Roma. Un fortissimo impulso alla cristianizzazione dei Serbi fu dato dai fratelli Cirillo e Metodio chiamati da Rastislav per evangelizzare la Pannonia e la Moravia dove operavano missionari e sacerdoti di rito latino troppo legati politicamente a Roma. Nell'870 i Serbi furono definitivamente cristiani. Nell'878 Belgrado ebbe il suo primo Vescovo, Sergio.

## Storia

### I discepoli di Cirillo e Metodio

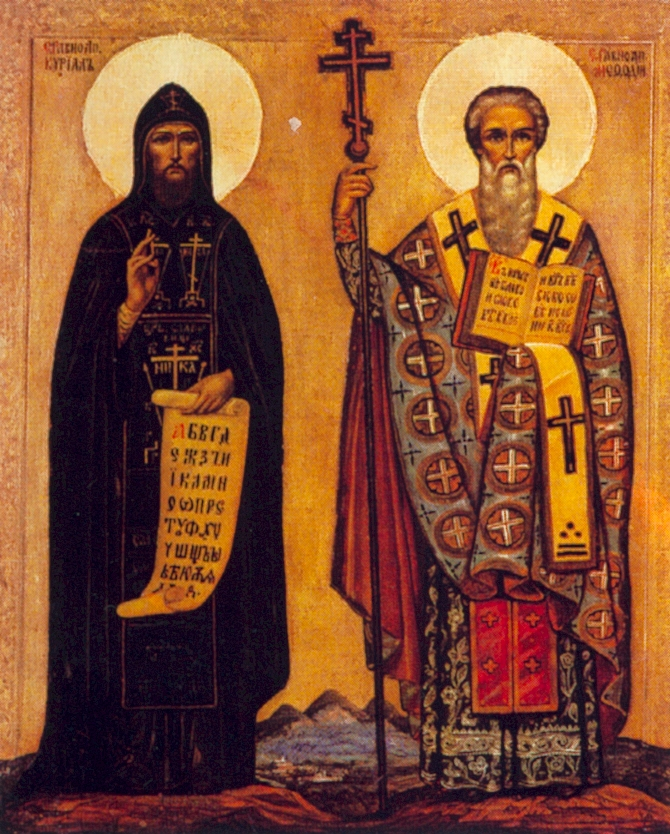
I Santi Cirillo e Metodio

Uno dei fattori determinanti per il consolidamento del Cristianesimo nei Balcani fu la predicazione dei missionari nella lingua del popolo. In Pannonia era presente una struttura ecclesiastica latina creata dalla Missione di Salisburgo e sostenuta dagli occupanti tedeschi della regione: fu per questo che il Principe Rastislav chiese a Costantinopoli l'invio di religiosi orientali. Giunsero, quindi, i fratelli Cirillo e Metodio (in serbo Ћирило и Методије?) che erano greci (di Tessalonica) ma conoscevano la lingua slava.
Cirillo si dedicò alla predicazione e alla traduzione del Vangelo di Giovanni redatto in un alfabeto che egli stesso ideò (il Glagolitico) per scrivere in lingua slava. Metodio, dopo la morte del fratello, fu creato Vescovo della Pannonia dal Papa e poi gli fu affidata la diocesi di Sirmio, oggi Sremska Mitrovica. Alla morte del Principe Rastislav, il trono della Grande Moravia passò al nipote Svatopluk I che era favorevole alla presenza della chiesa latina. Metodio, che celebrava e predicava in slavo invece che in latino, fu arrestato su pressione del clero germanico (latino), anche se poco dopo liberato su pressione papale, e i suoi discepoli iniziarono ad essere perseguitati. Dopo la morte di Metodio (885) i suoi 4 discepoli furono cacciati.
Scacciati dalla Grande Moravia, i religiosi di lingua slava e rito bizantino si rifugiarono nelle terre occupate dai Bulgari, dai Serbi e dai Croati dove già operavano alcune comunità religiose locali. I discepoli di Cirillo e Metodio si adoperarono per l'educazione del clero, per lo sviluppo della letteratura slava e per la predicazione tra le popolazioni umili.
Col passare del tempo, si consolidò una struttura ecclesiastica puramente slava che faceva capo alla Chiesa bulgara, riconosciuta autonoma dall'870. L'Imperatore di Bulgaria Simeone creò un Patriarcato indipendente a Preslav nel 927, di cui poi Samuele (976-1014)  spostò la sede ad Ocrida (nell'attuale Macedonia); che però dopo la conquista della Bulgaria da parte dell'Imperatore di Bisanzio Basilio II l'Ammazzabulgari (che abolì il Patriarcato nel 1018) fu ridotto ad Arcivescovado, con Arcivescovi che dovevano essere esclusivamente greci e scelti dall'Imperatore stesso.

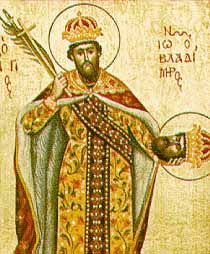
Jovan Vladimir di Doclea

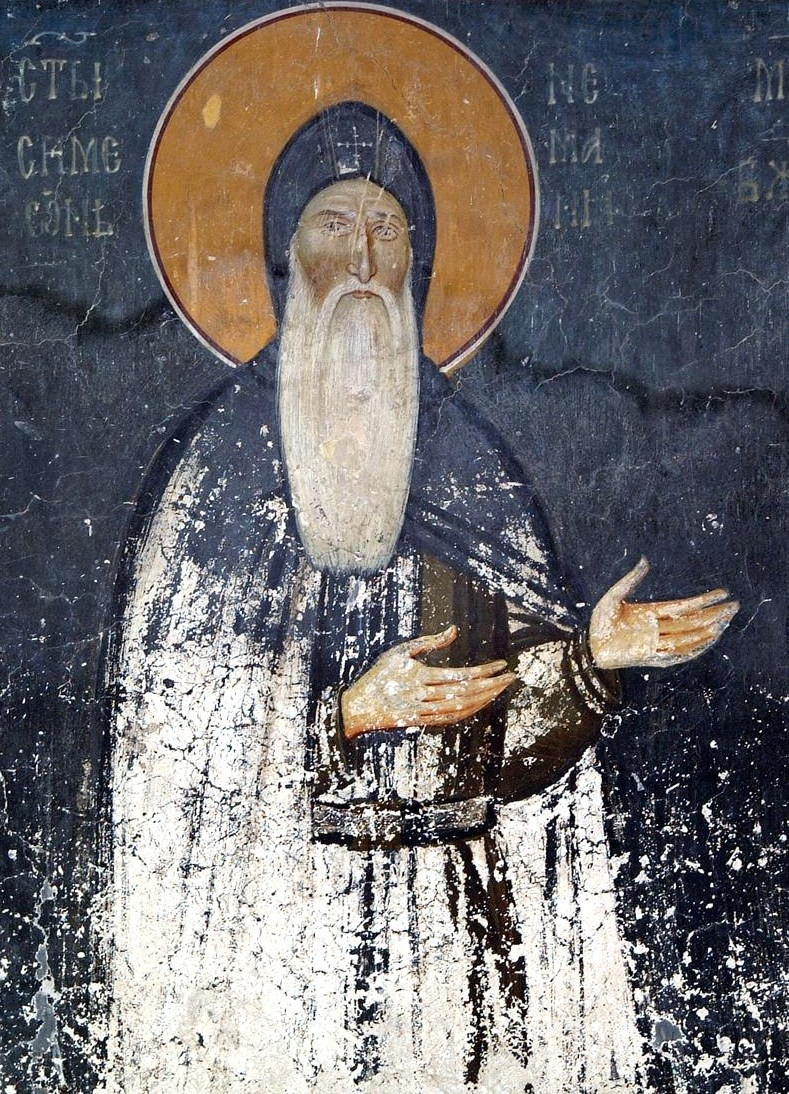
Stefan Nemanja

In quello stesso periodo, sulle coste dell'attuale Montenegro, era fiorente il Principato di Doclea (anche detto Zeta). Il suo sovrano, Jovan Vladimir (+1016), genero di Samuele di Bulgaria, aveva la fama di uomo pio e devoto, costruì chiese e tenne in gran conto l'educazione religiosa dei suoi sudditi, affidata al clero slavo. La Doclea, però, non era una nazione politicamente stabile, trovandosi vicina ai due grandi imperi dell'area, quello Bizantino e quello Bulgaro. Il Papa, nel 1067, vi aveva creato l'Arcidiocesi di Antivari (l'attuale Bar) e nel 1077 il principe Mihailo Vojisavljević, per scrollarsi di dosso il potere bizantino, chiese ed ottenne da Roma la corona di re. Così nel 1077 fu proclamato il regno di Doclea e Dalmazia. E proprio dalla terra del pio Jovan Vladimir, legato alla spiritualità orientale, iniziò un processo di latinizzazione del cristianesimo, che arrivò a lambire altre aree della zona, comprese le terre abitate dai Serbi. È importante sottolineare che ciò avvenne dopo il 1054, anno in cui si era consumato l'inevitabile, cioè lo scisma d'oriente, la divisione ufficiale e pratica tra i due grandi rami del Cristianesimo, la Chiesa Occidentale o Chiesa cattolica da allora "cattolica apostolica romana" e la Ortodossa o d'Oriente. 
Nel 1183 e 1186, il principe di Raška, Stefano Nemanja (Стефан Немања) conquistò la Doclea e l'annesse ai suoi territori, sostituendo Mihailo con il figlio Vukan. Distrusse la città di Antivari, sede dell'Arcivescovado latino, e pose la chiesa sotto l'influenza spirituale di Bisanzio.

### Il periodo di San Sava

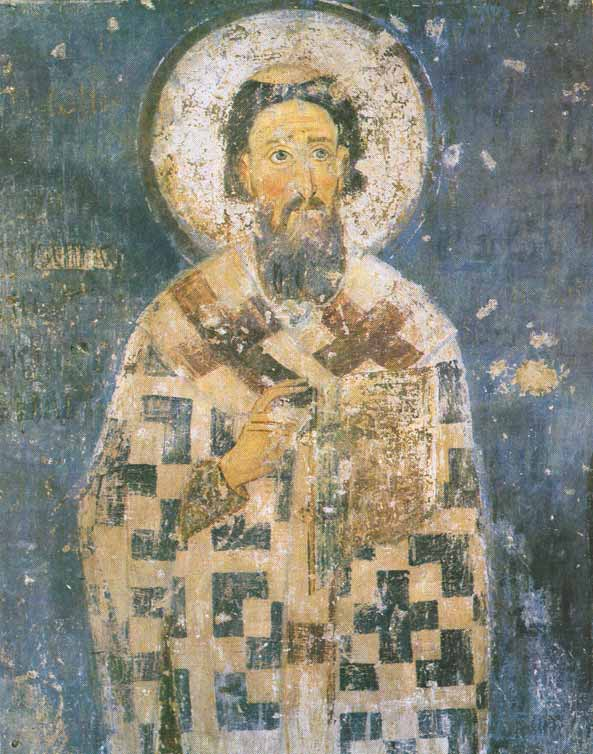
San Sava di Serbia

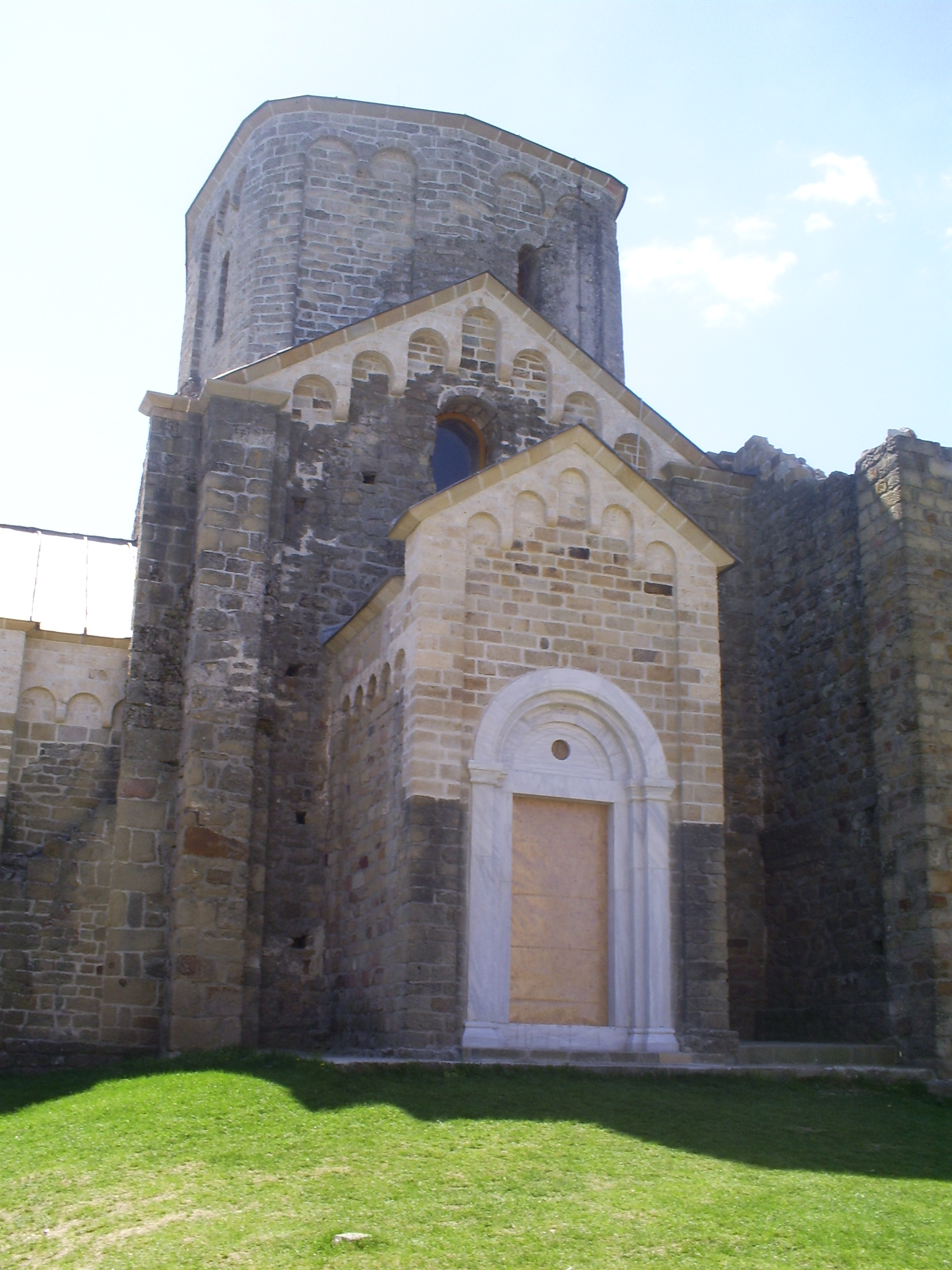
Đurđevi Stupovi

Stefan Nemanja (1169-1196) intese riunire la maggior parte delle popolazioni serbe in un unico stato: per questo intraprese numerose guerre di espansione. In politica estera, si alleò con l'Impero bizantino, e dal versante religioso sposò le posizioni ortodosse.
Cristiano fervente, fece costruire numerosi edifici religiosi, tra cui i monasteri della Madre di Dio (Sveta Bogorodica, Света Богородица) e quello di San Nicola (Sveti Nikola, Свети Никола) a Toplica, la chiesa di San Giorgio (Đurđevi Stupovi, Ђурђеви ступови) nei pressi di Novi Pazar, il monastero di San Pantaleimone (Svetog Pantelejmona, Cветог Пантелејмона) a Niš e il celebre monastero di Studenica (Манастир Студеница), definito la madre di tutte le chiese serbe, in cui riposa il suo corpo.
Rastko, l'ultimo figlio di Stefan, all'età di 16 anni lasciò la corte ed andò a Monte Athos per diventare monaco. Prese i voti e mutò il proprio nome in Saba (Sava, Сава); suo padre ne seguì l'esempio, abdicò in favore del suo secondo figlio Stefan e divenne anch'egli monaco prendendo il nome di Simeon col quale fu, in séguito, canonizzato dalla chiesa ortodossa.
Il monaco Sava lasciò il suo eremitaggio a Monte Athos al tempo dell'instaurazione dell'Impero latino dopo la presa di Costantinopoli da parte dei Franchi durante la Quarta crociata. Iniziò a viaggiare per la regione serba, istruendo monaci, costruendo chiese e dedicandosi ai poveri e agli ammalati. Divenne Archimandrita del monastero di Studenica.

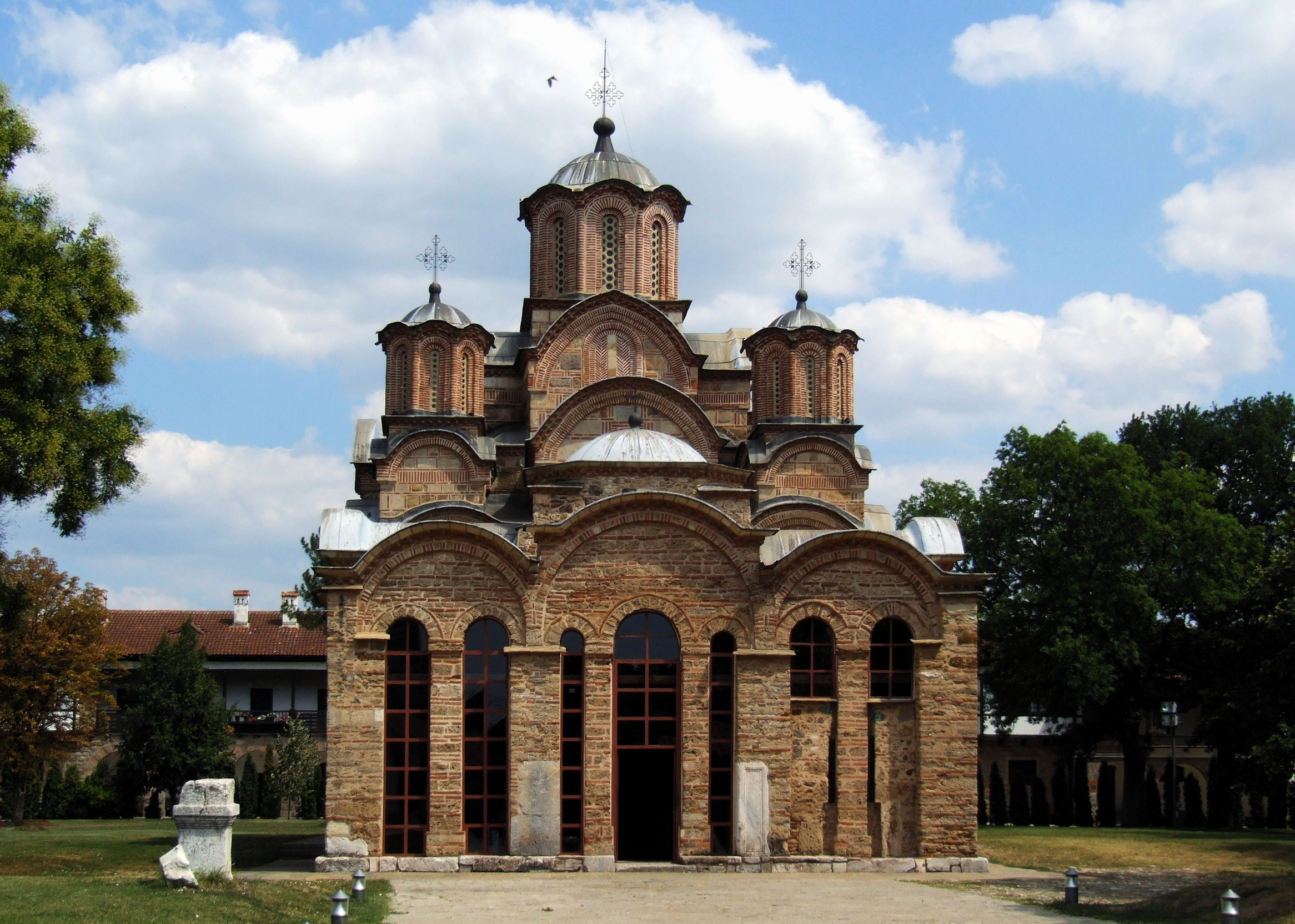
Monastero di Gračanica vicino a Priština, chiaro esempio dello stile Serbo-Bizantino (Patrimonio dell'Umanità)

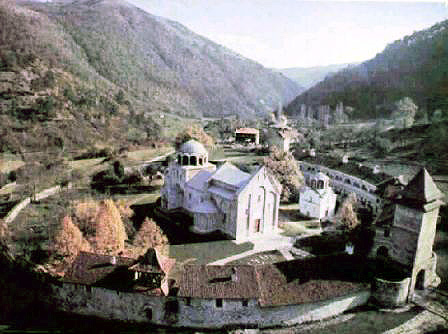
Monastero di Studenica

A quel tempo, la Chiesa serba era sotto la giurisdizione dell'Arcivescovo bizantino di Ocrida; Sava voleva invece creare una Chiesa nazionale serba indipendente. Nel 1217 il gran principe di Serbia Stefan, fratello di Sava, riuscì ad ottenere dal Papa la consacrazione a Re, fondando il regno dei Serbi. In quello stesso anno Sava tornò all'Athos e si recò a Nicea dove risiedeva l'Imperatore bizantino dopo la cacciata da Costantinopoli. Fu ricevuto da Teodoro I Lascaris e dal Patriarca Manuele (pure fuggito) per ottenere lo status di chiesa autocefala per la Chiesa serba. L'Imperatore e il Patriarca, a Nicea, convennero che l'autocefalia fosse una richiesta utile per la cristianità in Serbia, data la difficile situazione politica della regione e per allontanarla dall'influenza latina. Sava fu creato arcivescovo della Serbia e delle terre marittime. Per tornare in Serbia, passò nuovamente nell'Athos da dove portò con sé alcuni fra i suoi migliori discepoli perché fossero istruiti a diventare Vescovi. Nel 1219 riorganizzò la Chiesa serba con la creazione di nuove diocesi: Ziča (che divenne sede dell'Arcivescovado), Zeta, Hvostan, Hum, Topolica, Budimlje, Dabar e Moravica, ognuna con sede in un monastero al quale appartenevano terre da cui trarre i frutti per il proprio sostentamento e per l'opera di evangelizzazione. L'Arcivescovo di Ocrida, Demetrios Chomatenos (1216- 36), protestò contro la separazione della Chiesa serba dalla sua giurisdizione, con la sottrazione di alcune diocesi, ma nessuno prese in considerazione la sua posizione.
Il giorno dell'Ascensione del 1221 venne tenuto a Ziča un concilio della Chiesa di stato: in quell'occasione, Sava ri-consacrò il fratello Stefan, Re della Serbia, e delineò, nel famoso Discorso di Ziča, i principi della fede ortodossa basata sulla Scrittura, sugli atti dei Santi Padri e sulle decisioni dei Concili ecumenici e locali.
Re Stefan passò gli ultimi anni di vita come monaco; dopo la sua morte, divenne Re suo figlio Radoslav. Fu in questo periodo che Sava andò in pellegrinaggio in Terra santa. Durante la sua permanenza a Gerusalemme, dimorò presso monasteri ortodossi di cui studiò le costituzioni; inviò in Patria numerose reliquie, lampade e icone, e, tornato in Serbia, applicò le regole monastiche di Gerusalemme alla sua chiesa. Volle intraprendere altri viaggi nelle terre della chiesa d'oriente: tornò a Gerusalemme, andò ad Antiochia, sul Sinai in Egitto e in Bulgaria, dove morì nel 1237. Nel 1233 si era, comunque, assicurato una successione a capo della chiesa serba, nominando Arcivescovo Arsenio, Vescovo di Sirmia.

### L'Arcivescovado
La Chiesa di Serbia fu Arcivescovado dal 1219 al 1346: in questo periodo in 12 si sono succeduti sul trono di San Sava.
All'inizio la sede dell'Arcivescovado si trovava a Zica, ma nel 1252 fu spostata a Peć per ragioni di sicurezza. Tutti gli arcivescovi furono scelti tra i monaci che avevano avuto un'esperienza come abate a Hilandar (monastero di Monte Athos fondato da Sava) o a Studenica. Alcuni di loro, tra cui Nicodemo (Nicodim, 1317-1324) e Danilo II (1324-1337) lasciarono diverse opere letterarie in lingua serba e furono provetti traduttori.

Monastero di Hilandar

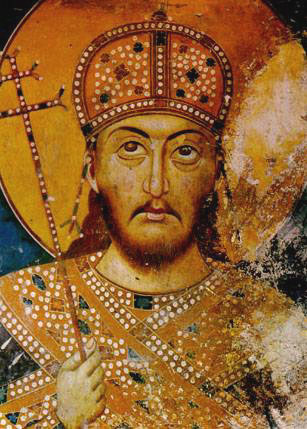
Stefano Uroš IV Dušan

Nel periodo dell'Arcivescovado si susseguirono sul trono di Serbia importanti sovrani come Vladislav (1233-1243), Uroš I (1243-1276), Dragutin (1276-1282) e Dušan che patrocinarono la fondazione di monasteri come quello di Mileševa, di Sopoćani, o di Dečani. Al tempo di Re Dušan il Regno di Serbia aveva raggiunto la sua massima espansione, anche grazie alla conquista dell'Epiro e dell'Albania. La stessa Chiesa serba si era maggiormente strutturata con la creazioni di nuove diocesi a Lipljan, Končul, Lim, Mačva, Braničevo, Belgrado e Skopje.
Nel 1346 si riunì a Skopje un concilio al quale parteciparono il Patriarca Simeone di Bulgaria, l'Arcivescovo Nicola di Ocrida, gli abati dell'Athos e i Vescovi delle diocesi entrate a far parte della Serbia dopo le ultime conquiste di Dušan. Il concilio decretò che l'Arcivescovado di Serbia fosse elevato alla dignità di Patriarcato e Joanikije I fu il primo Patriarca della Serbia e delle terre marittime. Una settimana dopo, il Patriarca consacrò Dušan Imperatore dei Serbi e dei Greci.
L'Arcivescovado di Ocrida venne scelto come secondo per dignità dopo la sede patriarcale, le diocesi di Raška, di Zeta, di Prizren e di Skopje furono elevate a metropolitanati tra i quali Skopje aveva il posto d'onore in quanto capitale imperiale.

### Il Patriarcato
La creazione dell'Impero di Serbia scatenò le ire dell'Imperatore Giovanni Cantacuzeno di Bisanzio che si riteneva danneggiato dalla politica di Dušan. Convinse, così, il Patriarca di Costantinopoli a scomunicare nel 1353 l'Imperatore, il Patriarca, la chiesa e il popolo serbi per aver usurpato il titolo imperiale e patriarcale dopo la conquista da parte serba delle terre prima appartenenti all'Impero romano d'Oriente. Furono fatti molti tentativi da parte serba di ricucire lo strappo, soprattutto con la chiesa di Costantinopoli. A scuotere l'Impero bizantino e quello serbo c'erano i Turchi che avevano iniziato un'avanzata in Grecia e nei Balcani: bisognava lasciare da parte le rivalità tra i due imperi cristiani: fu così che grazie alla mediazione dei monaci dell'Athos che erano sia Serbi che Greci, nel 1375 la pace fu fatta.

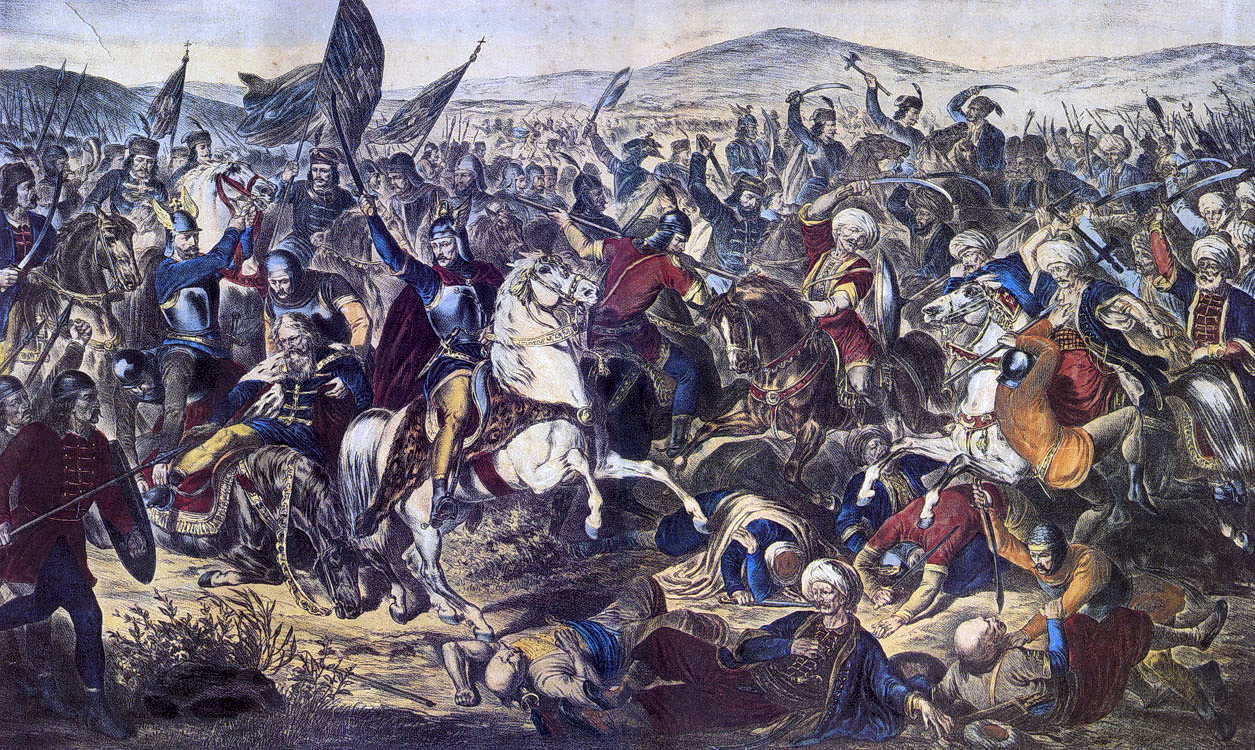
Battaglia del Kosovo

Stefano Uroš IV Dušan era morto nel 1355, suo figlio Uroš V il Delicato non riuscì a contenere il potere dei Despoti che governavano le diverse regioni dell'Impero serbo. I Signori locali erano diventati praticamente indipendenti dal governo centrale. Intanto i Turchi continuavano l'avanzata. Nella battaglia di Marica del dicembre 1371 morì anche Uroš V nella disfatta delle truppe serbe. Ormai rimaneva ben poco dell'Impero serbo. Nel Nord-Ovest del Paese, tra i fiumi Danubio e Morava, uno dei Despoti, Knez Lazar Hrebeljanović (Лазар Хребељановић) fu tra gli ultimi difensori dell'identità nazionale, sia politica, che culturale, che religiosa. Fece costruire i monasteri di Ravanica (Раваница), Lazarica (Лазарица) e Gornjak (Горњак). Knez Lazar, però, morì nella tremenda Battaglia del Kosovo (Бој на Косову) che determinò, di fatto, il disfacimento dell'Impero: dopo la sconfitta, la Serbia divenne tributaria dell'Impero ottomano.
Durante questi eventi, sul trono di San Sava sedette, tra gli altri, il Patriarca Jefrem. Monaco ed asceta, diede un grande impulso all'anacoretismo e alla vita contemplativa. Con i Turchi in casa, il clero serbo, spinto dal Patriarca Jefrem, si rinchiuse nei monasteri dedicandosi ad uno stretto ascetismo che diede origine a numerose opere d'arte che influenzarono la letteratura e la pittura serba. Il popolo stesso si era riunito spiritualmente intorno ai monaci asceti: dopo la sconfitta in Kosovo, l'unica cosa che poteva tenere insieme i Serbi era la fede.

### La dominazione turca
La città di Costantinopoli cadde in mano turca nel 1453, la Bulgaria e il Despotato di Serbia nel 1459, la Bosnia nel 1463, l'Erzegovina nel 1482 e il Montenegro nel 1496. La chiesa ortodossa serba subì lo stesso destino del suo popolo. I Serbi, sotto il dominio ottomano, non avevano diritti legali, ma solo il diritto di vivere se avessero pagato una speciale imposta al sultano. Durante il dominio turco i Vescovi non potevano riunirsi per nominare un Patriarca, per cui l'ultimo eletto fu Arsenio II, deceduto nel 1463. In questo periodo (fino al 1557) la giurisdizione sulla Serbia venne praticamente esercitata dall'Arcivescovado di Ocrida.
I Turchi bruciavano villaggi e città, devastavano chiese e monasteri. Molti Serbi decisero di fuggire a Nord e rifugiarsi nei territori dell'Austria dove, però, non sempre venivano accolti amichevolmente a causa del loro essere ortodossi in un Paese cattolico. 
Alcuni eruditi greci furono accolti presso le corti italiane, portando libri e lingua greca, favorendo lo sviluppo completo dell'Umanesimo (Ferrara, Firenze, Venezia con il famoso Bessarione, che pose le basi della Biblioteca Marciana). 
Anche i monaci fuggirono portando con sé reliquie e opere d'arte. Alcuni aprirono centri di spiritualità e monasteri nel sud dell'Italia. 
Altri andarono a nord e si stabilirono oltre il Danubio e la Sava dove eressero centri di spiritualità per conservare la loro cultura. Furono eretti i monasteri di Grgeteg, Fenek, Hopovo, Divša, Krušedol, Šišatovac, Orahovica, Pakra, Lepavina, Marca, Gomirje e Komogovina. I Vescovi, nei loro territori esercitavano ancora le proprie funzioni: tra questi, quello di Ocrida assunse una certa supremazia sugli altri, anche con l'appoggio del Patriarcato di Costantinopoli e dello stesso Sultano. Il Metropolita di Smederevo, Pavle, cercò di restaurare il Patriarcato di Peć per evitare intromissioni ottomane negli affari religiosi e per ridare lustro alla sede di San Sava, ma fu condannato dal Concilio di Ocrida.

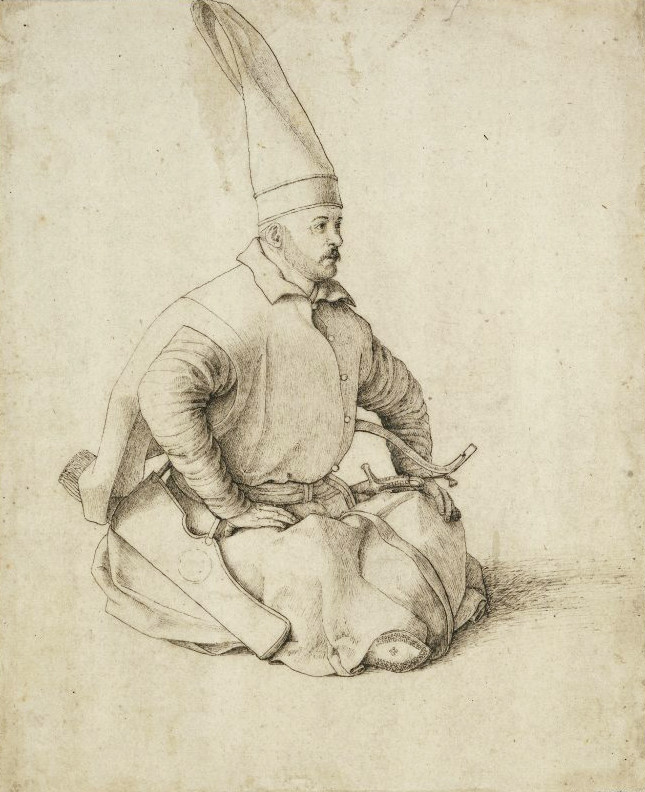
Un giannizzero

Il Popolo serbo, frattanto, continuò per secoli ad essere sottomesso all'amministrazione ottomana. Una delle più diffuse pratiche dei Turchi era il reclutamento dei giovani serbi. Essi venivano raccolti attraverso il devşirme, portati a Istanbul, convertiti all'Islam e riuniti nel corpo paramilitare dei giannizzeri, oppure potevano accedere a cariche politiche anche alte, come quella di Visir. I giannizzeri costituivano la fanteria d'élite dell'esercito ottomano, erano armati di archibugi e percepivano una paga regolare. I peggiori massacri nei confronti delle popolazioni sottomesse (spesso le stesse dalle quali provenivano) erano opera proprio dei giannizzeri, tanto che un detto popolare serbo recitava Un convertito è peggio di un Turco.

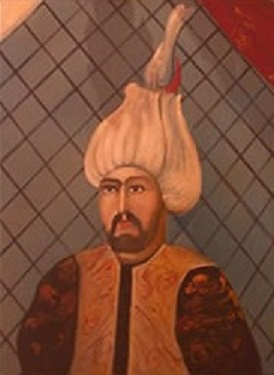
Pascià Mehmed Sokolović

Nella metà del XVI secolo, le zone abitate dai Serbi furono utilizzate dai Turchi per raggiungere i territori di conquista verso Ovest. Fu così che le autorità ottomane decisero di attuare una politica distensiva nei confronti delle popolazioni, facendo generose concessioni alla Chiesa ortodossa. Il serbo Mehmed Sokolović (Мехмед Соколовић, Sokollu Mehmet Paşa) fece carriera nei ranghi dell'amministrazione ottomana, fino a diventare Gran Visir: fu lui che, dall'alto della sua posizione, giocò un ruolo importante nel rinnovamento del Patriarcato nel 1557, creando patriarca suo fratello Macario. Alla giurisdizione del rinato Patriarcato di Peć vennero sottomesse le chiese di Bulgaria e Ungheria oltre a quelle già facenti capo alla Chiesa serba prima della conquista turca. Da allora dall'Ungheria all'Albania più di 40 diocesi erano sottomesse al trono di San Sava. Fu concessa la costruzione di nuovi monasteri e il restauro di quelli distrutti; il Patriarca venne considerato una personalità di rilievo e fu dotato di una scorta armata.
In genere, tutti i Patriarchi che seguirono cercarono di avere buoni rapporti con le autorità ottomane, ma alcuni di loro, invece, aderirono ad alcune rivolte popolari con la speranza che fossero concesse ancor maggiori libertà ai Serbi. Nel 1594 ci fu una sollevazione nel Banato durante la quale furono innalzati stendardi e icone raffiguranti San Sava, una rivolta simile scoppiò nel 1597 vicino Peć e in Erzegovina. Questi disordini furono repressi nel sangue dagli ottomani: il Vescovo del Banato che aderì alla sommossa fu spellato vivo. In séguito ad altre rivolte furono deportati e uccisi anche i Patriarchi Jovan Kantul (+1613), Pajsije Janjevać (1614-1647) e Gavrilo I (1648-1655) furono deportati e uccisi.

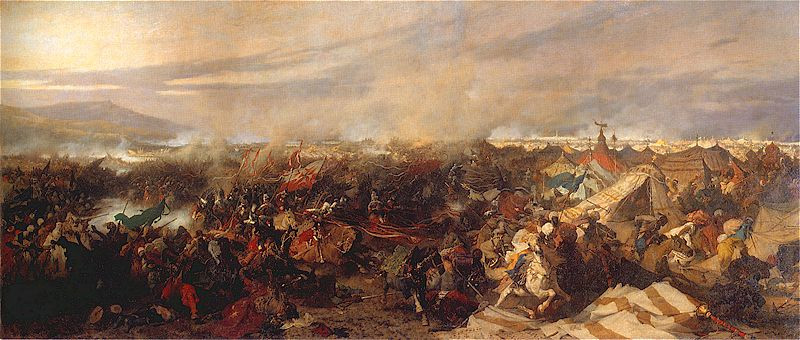
La battaglia di Vienna di Józef Brandt

Le continue battaglie dell'Impero Ottomano per la conquista dell'Europa, col passare del tempo, fiaccarono le popolazioni serbe nei cui territori passava l'esercito di Istanbul. Molti Serbi decisero di lasciare i loro paesi che spesso venivano devastati dalle battaglie. Una prima grande migrazione avvenne all'indomani della battaglia di Vienna vinta dagli eserciti cristiani. Per sfuggire alle scorribande dei soldati turchi che ripiegavano verso la Macedonia, nel 1683, Patriarca Arsenije III Carnojević (1674-1690; +1706) condusse con sé 40000 tra uomini, donne e bambini in Austria col consenso dell'Imperatore Leopoldo.
Durante il conflitto austro-turco del 1737-1739, il Patriarca Arsenije IV Jovanović-Šakabenta (1728-1737) decise di far sollevare il Popolo contro gli Ottomani, confidando in un supporto austriaco che tardò, determinando il fallimento dell'impresa. Prima che i Turchi si vendicassero, altri Serbi fuggirono oltre il Danubio e la Sava. Non tardò, invece, la repressione: chiese e monasteri furono bruciati, distrutti o trasformati in moschee, tantissimi cittadini furono catturati e venduti come schiavi in Asia o convertiti forzatamente all'Islam. Non fu più permesso costruire nuove chiese; non fu più concessa la celebrazione dei riti se non in occasione di feste speciali e dietro autorizzazione delle autorità. I monasteri che sopravvissero alla distruzione rimasero le uniche oasi di spiritualità e di conservazione delle tradizioni culturali e religiose dei Serbi.

### L'abolizione e il ristabilimento del Patriarcato

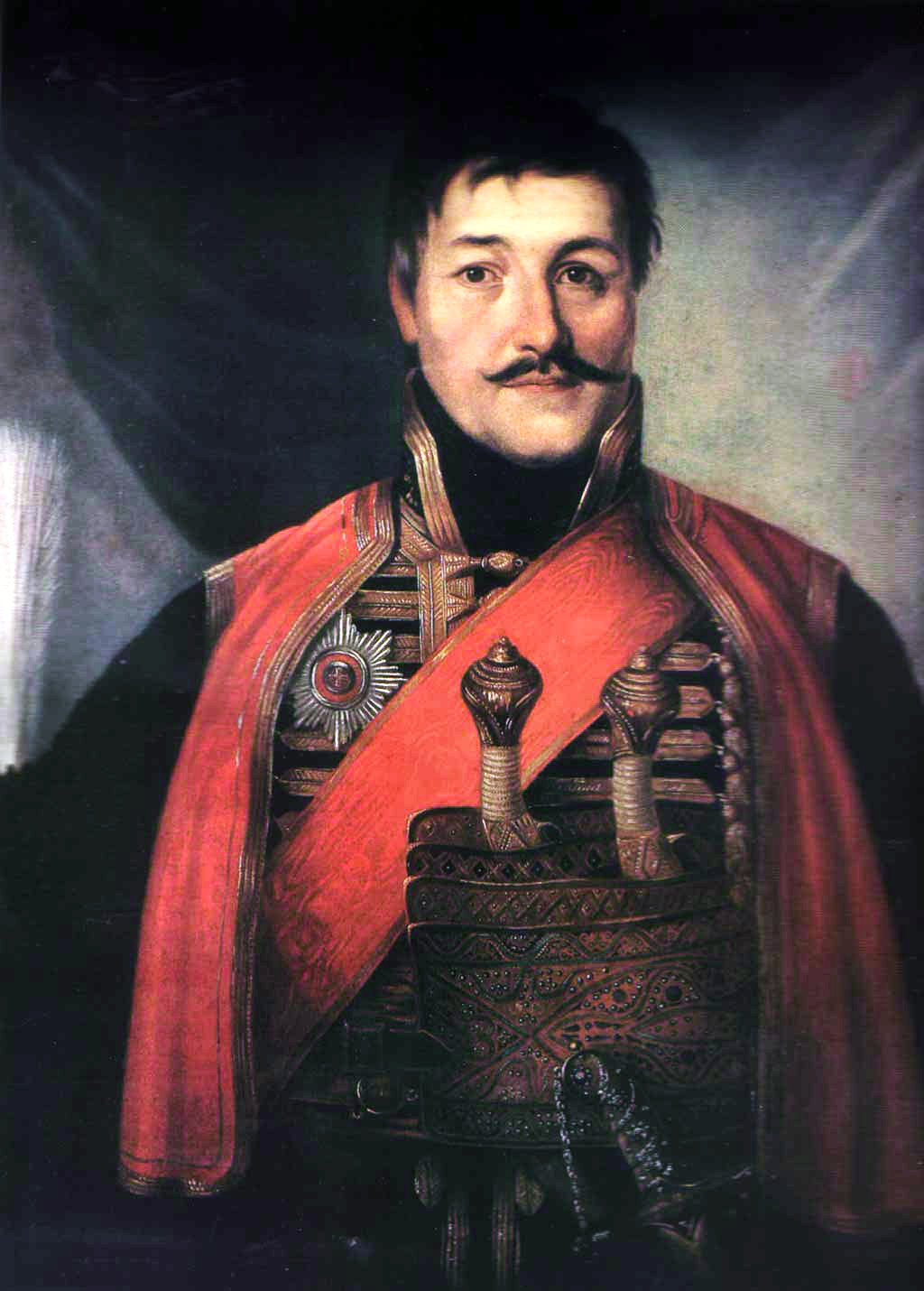
Karađorđe Petrović

Miloš Obrenović

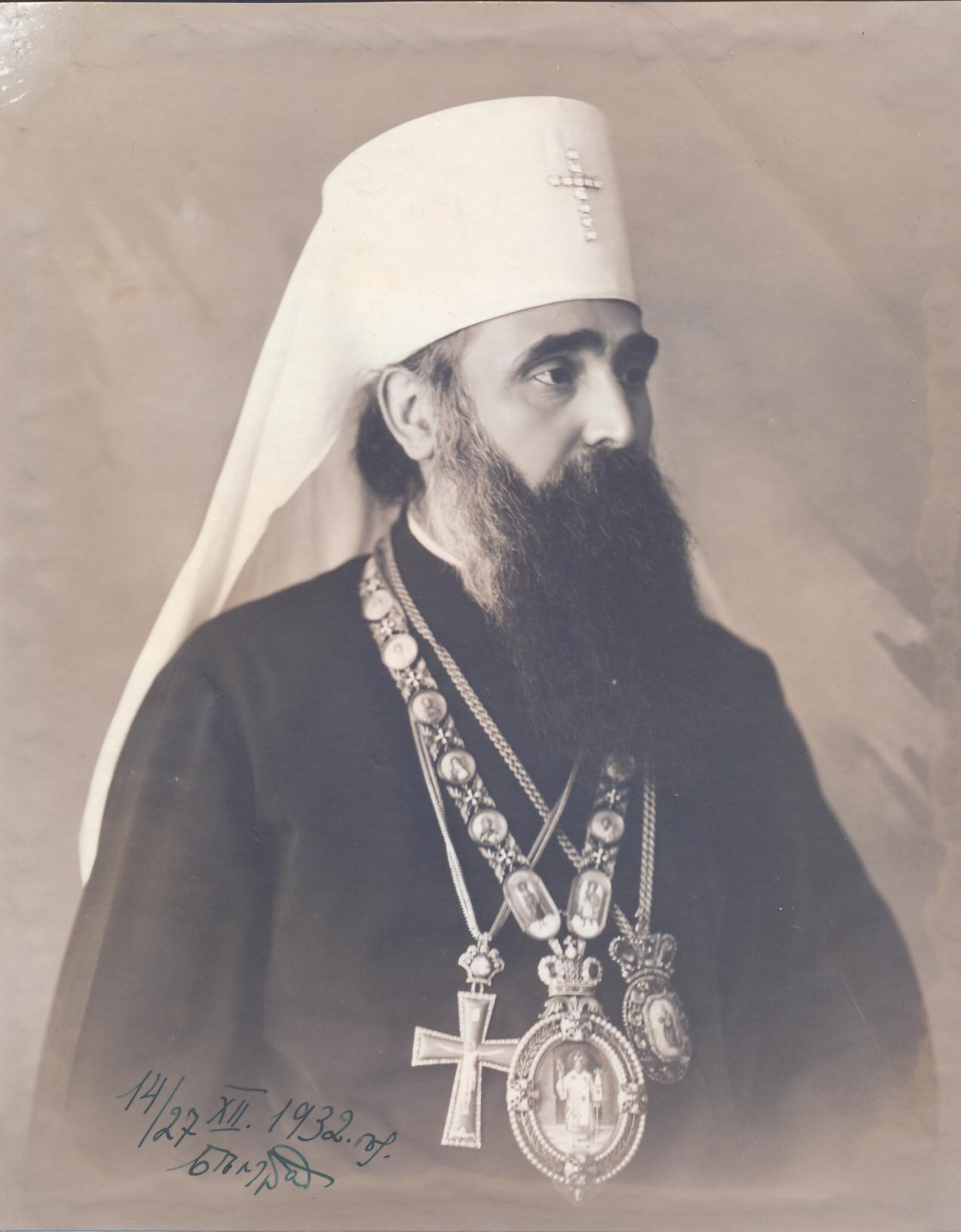
Varnava Rosić

Dopo le grandi migrazioni della fine del XVII secolo, la popolazione serba era notevolmente diminuita; continuavano i rapimenti di giovani da inserire nel corpo dei Giannizzeri e le conversioni forzate. Il clero era sottoposto al controllo dell'amministrazione ottomana ed aveva autorità solo all'interno dei monasteri. Di questo approfittò il Patriarcato ecumenico di Costantinopoli che ottenne dal potere del Pascià di appropriarsi del Patriarcato di Peć. L'ultimo Patriarca Serbo, fu Vasilije Brkić (1763-1765): fu dichiarato nemico dell'Impero Ottomano ed esiliato a Cipro; il suo successore, il greco Kalinik II (1765-1766), si dimise e, con altri 5 Vescovi, chiese di abolire il Patriarcato di Peć al Patriarca di Costantinopoli. Quest'ultimo convinse il Sultano a dichiararlo decaduto (11 settembre 1766). La stessa sorte toccò l'anno successivo all'arcivescovado di Ocrida, le cui diocesi furono aggregate a Costantinopoli. Tutti i Vescovi serbi furono sostituiti da prelati greci che sono ricordati per la mancanza di considerazione per le necessità delle popolazioni loro affidate.
Dopo l'abolizione del Patriarcato, anche la Serbia fu divisa tra Impero ottomano, Austria, Ungheria e Venezia. Il clero ortodosso guidato dai Vescovi greci era spesso composto da monaci e sacerdoti anch'essi greci, e greca era la lingua usata nei riti religiosi. Qua e là sopravvivevano, comunque, alcune realtà serbe come le metropolie di Karlovci (poi sede patriarcale autonoma dal 1848 al 1920) e Montenegro e alcune chiese in Dalmazia, Bosnia ed Erzegovina, nel Sud della Serbia e in Macedonia.
La situazione cambiò solo nel XIX secolo, quando, spinti dalle rivolte guidate nel 1804 da Karađorđe Petrović e nel 1815 da Miloš Obrenović, i Turchi decisero di creare un principato serbo autonomo all'interno dell'Impero ottomano. La riacquistata autonomia serba fu l'inizio per la rinascita del Patriarcato nazionale. Nel 1831 il Patriarca ecumenico acconsentì al riconoscimento dell'autonomia della Chiesa serba e richiamò a Costantinopoli il clero greco.
Il primo Metropolita della rinnovata Chiesa fu Melentije Pavlović (Мелентије Павловић, 1831-1833); era stato Archimandrita nel monastero di Vracevsnica e combatté valorosamente nelle due sommosse popolari. Durante le lotte dinastiche per il potere tra le famiglie Karađorđević e Obrenović, anche la Chiesa ebbe alcuni problemi: il Metropolita Pavle fu esiliato per motivi politici e sostituito dal suo allievo Mihailo Jovanović. Mihailo si concentrò sulla formazione dei sacerdoti, s'impegnò nella rinascita spirituale e combatté per gli interessi dei Serbi che vivevano nelle zone dell'Impero Ottomano al di fuori del principato di Serbia. Durante il suo episcopato, la Serbia fu riconosciuta internazionalmente come stato sovrano e nel 1882, sotto Milan Obrenović divenne il Regno di Serbia. Venuto in conflitto col governo per motivi di politica estera, fu esiliato nel 1883, ma fece ritorno in Patria nel 1889, quando Re Milan IV abdicò.
Fu anche il primo Metropolita della Chiesa serba nuovamente autocefala (1879). Gravi lutti e ingenti danni furono sofferti dalla Chiesa nel corso delle guerre balcaniche (1912-1913) e della prima guerra mondiale (1914-1918). Il dissolvimento dell'Impero ottomano e la nascita nel 1918 del Regno dei Serbi, Croati e Sloveni (poi Regno di Jugoslavia) vedono anche, nel 1920, il ristabilimento del Patriarcato di Serbia.

Eparchie della Chiesa Ortodossa Serba nei territori dell'ex-Jugoslavia

Il primo patriarca fu Dimitrije (vero nome Dimitrije Pavlović, Димитрије Павловић), arcivescovo di Belgrado, eletto nel 1920: sotto il suo apostolato, furono unite nella Chiesa ortodossa serba unificata la metropolia autocefala di Montenegro, il patriarcato di Karlovci, le chiese di Dalmazia (sottomesse dal 1873 al 1920 alla metropolia di Bucovina), di Bosnia ed Erzegovina (la cui metropolia dal 1766 al 1920 continuò a dipendere dal Patriarcato di Costantinopoli nonostante la creazione nel 1878 dell'amministrazione austro-ungarica in Bosnia ed Erzegovina e la sua annessione nel 1908) e di Macedonia (già parte dell'esarcato bulgaro). Dal 1930 al 1937 fu Patriarca Varnava (vero nome Varnava Rosić, Варнава Росић): in questo periodo fu costruita l'attuale sede del Patriarcato a Belgrado. Varnava contrastò duramente il Governo che nel 1935 siglò un Concordato con la Santa Sede per dare diritti ai fedeli cattolici. Dal 1938 al 1950 sul trono di San Sava sedette Gavrilo V (vero nome Gavrilo Dožić, Гаврило Дожић).

### Storia recente

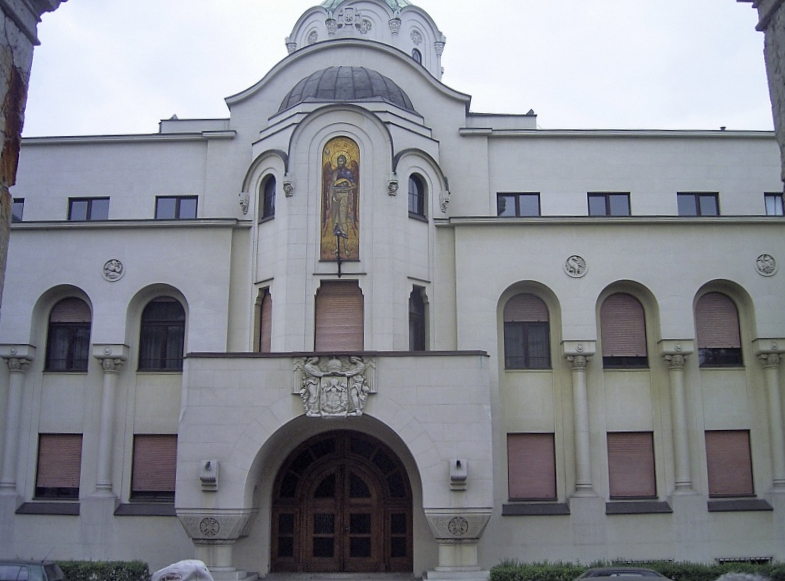
Facciata del Patriarcato serbo di Belgrado

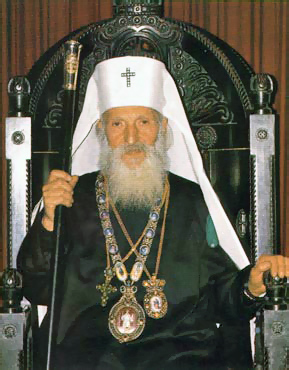
L'ex patriarca Pavle.

Dopo Gavrilo, sono stati quattro i Patriarchi della Chiesa serba: Vikentije II (vero nome Vukentije Prodanov, Викентије Проданов, 1950-1958), German (vero nome Hranislav Đorić, Хранислав Ђорић, 1958-1990), Pavle (vero nome Gojko Stojčević, Гојко Стојчевић, 1990-2009) e Irinej (vero nome Miroslav Gavrilović, Мирослав Гавриловић 2010-2020)
Durante la seconda guerra mondiale, la Chiesa serba fu duramente colpita dalle forze occupanti degli nazista Ustaša che crearono una Chiesa ortodossa croata in cui si vollero far confluire a forza i Serbi. Il clero fu perseguitato e molte chiese distrutte. Dopo la guerra, nel periodo della Repubblica Socialista Federale di Jugoslavia, la Chiesa fu ufficialmente di nuovo soppressa poiché il regime comunista volle punirla per i suoi legami con il movimento nazionalista dei Cetnici: fu impedito ai religiosi di insegnare nelle scuole, i beni ecclesiastici furono confiscati e monaci e sacerdoti furono soggetti ad uno stretto controllo da parte dello Stato. Il graduale disfacimento della Jugoslavia negli anni ottanta del XX secolo fu accompagnato da un rinato vigore religioso che interessò anche la Chiesa serba. Il patriarca Pavle appoggiò l'opposizione al regime di Slobodan Milošević.
Attualmente il maggior problema per la Chiesa serba è il Kosovo. Dopo la disgregazione della Jugoslavia, il Kosovo era ancora una provincia serba. Tra i kosovari di lingua serba, minoritari, e quelli di lingua albanese (di religione musulmana), più numerosi, sorsero forti contrasti che diedero vita ad una lunga guerra. La Chiesa serba fu duramente colpita: numerosi monasteri (alcuni dei quali risalgono alle origini del Cristianesimo in Serbia) vennero incendiati e distrutti dagli albanesi, anche come ritorsione alle operazioni di guerra da parte serba. L'ultima ondata di attacchi si è verificata nel 2004, quando in un solo mese furono distrutti 18 monasteri e 7 chiese. Oggi il Kosovo è amministrato dall'ONU col supporto della NATO: i monasteri cristiani sono sorvegliati dalle truppe armate per evitare che vengano ulteriormente danneggiati. 
Recentemente nuovi problemi con le nuove repubbliche di Macedonia e del Montenegro, le cui Chiese ortodosse hanno chiesto inutilmente e poi proclamato la relativa autocefalia. La Chiesa ortodossa macedone fu poi riconosciuta autocefala nel 2020 (definitivamente nel 2022-2023) mentre il riconoscimento canonico della Chiesa ortodossa montenegrina rimane bloccato.

## Organizzazione
In Serbia:

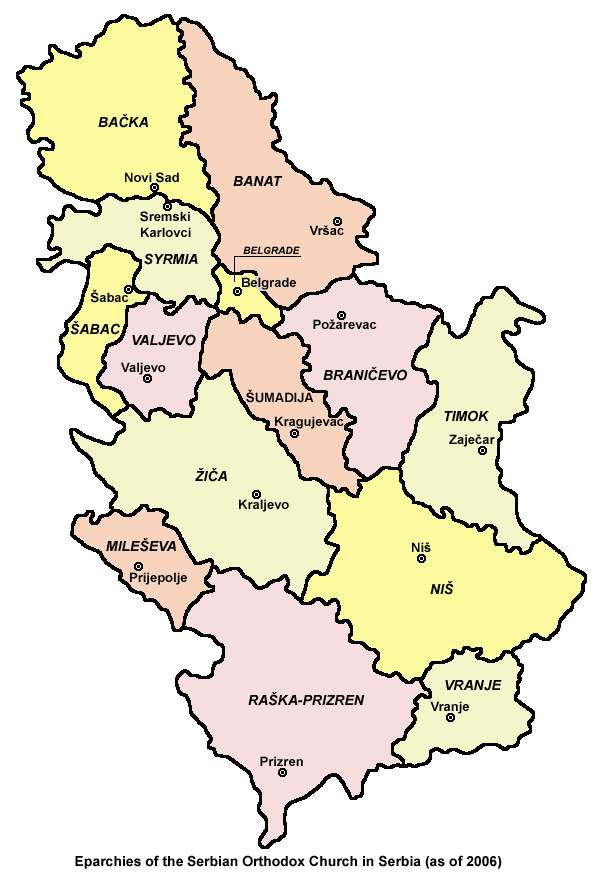
Eparchie della Chiesa ortodossa serba nell'Ex Jugoslavia

Eparchie della Chiesa ortodossa serba in Europa

Eparchie della Chiesa ortodossa serba in Nord America

- Arcivescovado di Belgrado, Peć e Sremski Karlovci, con sede a Belgrado
- Eparchia del Banato, con sede a Vršac (Vojvodina)
- Eparchia della Bačka, con sede a Novi Sad (Vojvodina)
- Eparchia di Braničevo, con sede a Požarevac (Serbia centrale)
- Eparchia di Vranje, con sede a Vranje (Serbia centrale)
- Eparchia di Žiča, con sede nel monastero di Žiča nei pressi di Kraljevo (Serbia centrale)
- Eparchia di Mileševa, con sede nel monastero di Mileševa (Serbia centrale)
- Eparchia di Niš, con sede a Niš (Serbia centrale)
- Eparchia di Ras e Prizren, con sede a Prizren (Kosovo)
- Eparchia della Sirmia, con sede a Sremski Karlovci (Vojvodina)
- Eparchia del Timok, con sede a Zaječar (Serbia centrale)
- Eparchia di Šabac, con sede a Šabac (Serbia centrale)
- Eparchia di Valjevo, con sede a Valjevo (Serbia centrale)
- Eparchia della Šumadija, con sede a Kragujevac (Serbia centrale)

In Montenegro:
- Metropolia del Montenegro e del Litorale, con sede a Cettigne
- Eparchia di Budimlja e Nikšić, con sede nel Monastero di Đurđevi Stupovi nei pressi di Berane

In Bosnia ed Erzegovina:
- Eparchia di Banja Luka, con sede a Banja Luka
- Eparchia di Bihać e Petrovac, con sede a Bosanski Petrovac
- Metropolia di Dabro-Bosnia, con sede a Sarajevo
- Eparchia della Zaclumia e dell'Erzegovina, con sede nel monastero de Tvrdoš nei pressi di Trebinje
- Eparchia di Zvornik e Tuzla, con sede a Tuzla

In Croazia:
- Eparchia di Gornji Karlovac, con sede a Karlovac
- Eparchia della Dalmazia, con sede a Sebenico
- Metropolia di Zagabria e Lubiana, con sede a Zagabria e giurisdizione anche sulle chiese ortodosse serbe in Slovenia
- Eparchia di Osijek e della Barania, con sede a Dalj
- Eparchia di Pakrac e della Slavonia, con sede a Jasenovac

In Romania:
- Eparchia di Timişoara, con sede a Timișoara

Nel resto d'Europa:
- Eparchia di Buda, con sede a Szentendre e giurisdizione sulle chiese ortodosse serbe in Ungheria e Repubblica Ceca
- Eparchia d'Austria e Svizzera, con sede a Vienna e giurisdizione sulle chiese ortodosse serbe in Austria, Svizzera, Italia e Malta
- Eparchia di Francoforte e di tutta la Germania, con sede a Hildesheim
- Eparchia di Bretagna e Scandinavia, con sede a Stoccolma e giurisdizione sulle chiese ortodosse serbe in Gran Bretagna, Danimarca, Norvegia, Svezia, Finlandia, Islanda e Irlanda
- Eparchia dell'Europa occidentale, con sede a Parigi e giurisdizione sulle chiese ortodosse serbe in Francia, Belgio, Paesi Bassi, Lussemburgo, Spagna e Portogallo

In Nord America:
- Eparchia del Canada, con sede a Milton
- Eparchia dell'America orientale, con sede a Warren e giurisdizione sulle chiese ortodosse serbe degli Stati Uniti d'America orientali
- Eparchia di New Gračanica e Stati Uniti d'America medio-occidentali, con sede a Third Lake e giurisdizione sulle chiese ortodosse serbe degli Stati Uniti d'America medio-occidentali
- Eparchia dell'America occidentale, con sede ad Alhambra e giurisdizione sulle chiese ortodosse serbe degli Stati Uniti d'America occidentali e Messico